# Schloss Steinling

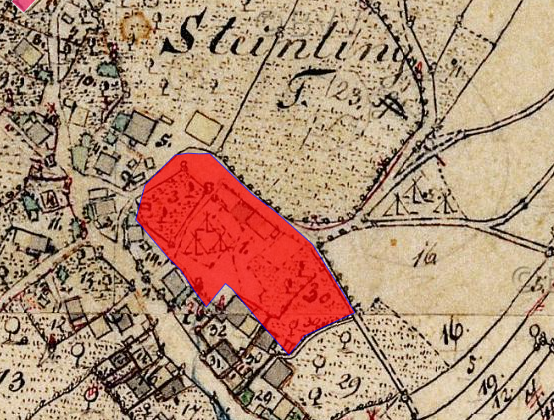
Lageplan von Schloss Steinling auf dem Urkataster von Bayern

Das Schloss Steinling ist ein abgegangenes Schloss im Gemeindeteil Steinling der Oberpfälzer Gemeinde Edelsfeld im Landkreis Amberg-Sulzbach von Bayern. „Untertägige Befunde des abgegangenen Schlosses von Steinling, zuvor mittelalterliche Burg“ werden als Bodendenkmal unter der Aktennummer D-3-6436-0035 geführt.

## Geschichte
Seit dem 14. Jahrhundert ist dies der Stammsitz der Herren von Steinling. Die Steinlinger hatten auch in Sinnleithen und Boden Besitzungen. Das Gut in Steinling war ein Lehen des Hochstiftes Bamberg. 1422 stellten die Brüder Erhard und Heinrich Steinlinger dem Bamberger Bischof einen Lehensrevers über Steinling aus. Die Steinlinger werden seit 1450 als Landsassen in den Landtafeln des Landrichteramtes Sulzbach geführt; Steinling wird 1540 als Hofmark genannt.
Über den Besitz in Steinling und Sinnleithen entstand nach 1571 ein Streit, weil der Vater Hermann Steinlinger zwar das Gut Steinling seinem Sohn Wilhelm und das Gut Sinnleithen seinem Sohn Wolf verschrieben hatte, aber die jeweils dazu gehörenden Ländereien nicht genau angegeben hatte. Zudem lagen die Güter im Sulzbacher Gebiet, aber auch die kurpfälzische Regierung in Amberg erhob darauf einen Anspruch. Erst 1790 wurde der Zwist beendet, indem die bayerische Regierung beide Güter Sulzbach zuschlug.
Wolf Steinlinger wurde 1580 auf Befehl von Pfalzgraf Johann Kasimir „wegen Blutschande mit seinem noch lebenden Bruders Heinrich Eheweib“ und der Anstiftung zum Gattenmord bezichtigt. Er wurde von den Ambergern gefangen genommen, im „Fuchssteinerturm“ eingesperrt und – nachdem er unter Folter gestanden hatte – am 22. Januar 1585 auf dem Marktplatz in Amberg mit dem Schwert hingerichtet.
Nach einem Verzeichnis des Landrichteramtes Sulzbach von 1790 werden in der Hofmark Steinling ein Schloss und 12 Anwesen angegeben. Während der Koalitionskriege wurden am 17. August 1796 Ort und Schloss Steinling sowie Großalbershof durch französische Truppen erobert und zerstört. 1809 wird Wilhelm Freiherr von Steinling als Inhaber des Patrimonialgerichts Boden und Steinling genannt, am 6. April 1819 wird die Gerichtsbarkeit vom Innenministerium in München eingezogen, da die Zugehörigkeit des Wilhelm Steinling zum Adel in Zweifel gezogen wird.
Nach der Liste der vorläufigen Gemeinden wird Steinling 1818 (ebenso 1820/21) als eine Gemeinde im Landrichteramt Sulzbach genannt. 1830 wurde die Gemeinde Sinnleithen mit Gaßenhof an Steinling angegliedert und am 1. Januar 1972 nach Edelsfeld eingegliedert.

## Baulichkeit
1807 wurde das Schloss abgebrochen; an seiner Stelle steht heute eine Gastwirtschaft. An der Stirnseite erinnern noch ein Wappen (gelber Löwe auf rotem Grund und schwarzer Hahn auf gelbem Grund) und die Jahreszahl 1605 an die Steinlinger.